# 先行恩典
先行恩典是阿民念主義基督教神学概念，天主教早起思想中也曾出现。它认为神的恩典先行于人作决定。卫斯理派阿民念主義者认为神的恩典使人能够获得救赎，但并不确保人一定可以得到救赎。